# Tarpon Springs
Tarpon Springs is een plaats (city) in de Amerikaanse staat Florida, en valt bestuurlijk gezien onder Pinellas County.

## Demografie
Bij de volkstelling in 2000 werd het aantal inwoners vastgesteld op 21.003.
In 2006 is het aantal inwoners door het United States Census Bureau geschat op 23.214, een stijging van 2211 (10.5%).

## Geografie
Volgens het United States Census Bureau beslaat de plaats een oppervlakte van
43,8 km², waarvan 23,7 km² land en 20,1 km² water. Tarpon Springs ligt op ongeveer 7 m boven zeeniveau.

## Plaatsen in de nabije omgeving
De onderstaande figuur toont nabijgelegen plaatsen in een straal van 16 km rond Tarpon Springs.